# Tommy Milone
Tomaso Anthony Milone (Santa Clarita, 16 febbraio 1987) è un giocatore di baseball statunitense.

## Esordi e Minor League (MiLB)
Nato e cresciuto a Saugus, quartiere di Santa Clarita in California, Milone inizia a giocare a baseball nella locale Saugus High School, mettendosi in mostra sia come lanciatore che come battitore. Dopo aver frequentato la University of Southern California di Los Angeles, nel 2008 viene selezionato dai Washington Nationals al 10º giro del Major League Baseball draft (301ª scelta assoluta). Prima di giungere nelle Major, trascorre quattro stagioni in Minor League: debutta nel 2008 con i Vermont Lake Monsters della New York-Penn League (livello A–) e, dopo una serie di promozioni, nel 2011 arriva fino ai Syracuse Chiefs della International League (AAA), ultima tappa prima del definitivo salto di categoria. Anche dopo l’esordio in Major League torna comunque più volte, per brevi periodi, nelle leghe minori: nel complesso, tra il 2008 e il 2017, disputa 115 partite in Minor League (110 da partente), facendo registrare un’ottima media PGL di 2m95 e un record di 47 vittorie e 25 sconfitte.

## Major League (MLB)

### Washington Nationals (2011)
Milone debutta con i Nationals il 3 settembre 2011 come lanciando da partente, al Nationals Park di Washington contro i New York Mets. Al primo turno in battuta, colpisce subito un fuoricampo da 3 punti, spedendo oltre le recinzioni la prima palla che gli viene lanciata dal partente avversario Dillon Gee. Diventa così il 27º giocatore della storia a battere un fuoricampo sul primo lancio affrontato in Major League. In questa particolare classifica lo precedono solo 7 pitcher: Clise Dudley (1929), Bill Lefebvre (1938), Don Rose (1972), Jim Bullinger (1992), Esteban Yan (2000), Gene Stechschulte (2001) e Adam Wainwright (2006). Tuttora, quello all’esordio resta il suo unico fuoricampo in MLB.

### Oakland Athletics (2012-2014)

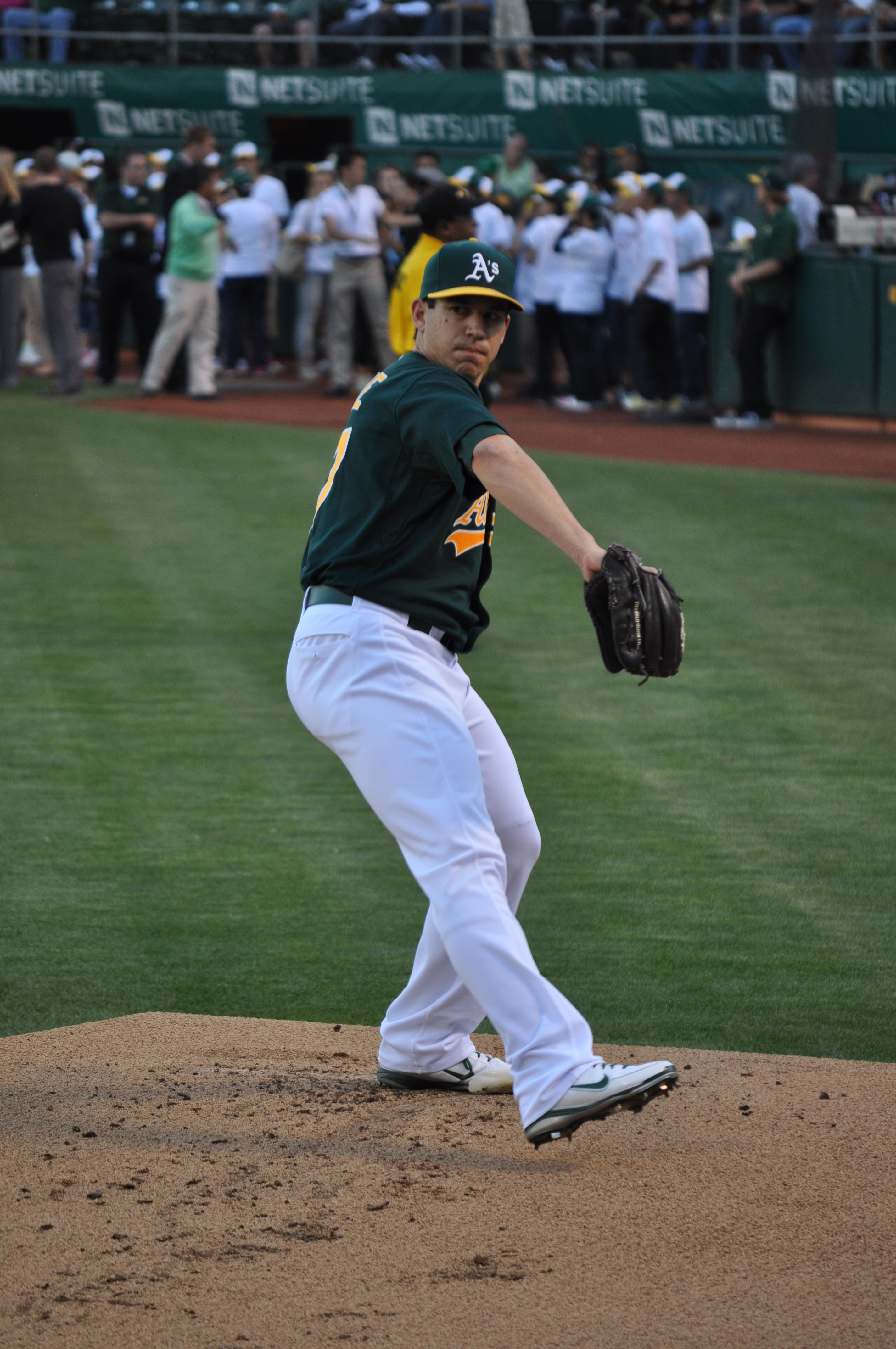
Milone con gli Oakland Athletics nel 2012

A fine stagione, insieme a A. J. Cole, Derek Norris e Brad Peacock, viene scambiato agli Oakland Athletics in cambio di Gio González e il giocatore di minor league Robert Gilliam. Inizia il 2012 come terzo nella rotazione dei pitcher degli A’s, dietro Brandon McCarthy e Bartolo Colón. Il 20 giugno, nella vittoria per 4-1 sui Los Angeles Dodgers, gioca la sua prima partita completa. Chiude la stagione regolare con il maggior numero di gare giocate tra i lanciatori partenti (31) e con un bottino di 13 vittorie e 10 sconfitte, 137 strikeout e una media PGL di 3,74. Il 7 ottobre debutta anche nei play-off, in gara 2 delle Division Series, contro i Detroit Tigers. Nel 2013 trascorre due brevi periodi in triplo A con i Sacramento River Cats, ma chiude comunque la stagione in modo piuttosto positivo, con 4,14 di PGL e un record di 12-9 in 28 gare (26 da partente). Inizia il 2014 come quinto lanciatore, fa registrare un buon 3,55 di PGL e un record di 6-3 in 16 gare, tutte da partente, ma il 5 luglio viene rispedito in triplo A e chiede di essere ceduto.

### Minnesota Twins (2014-2016)

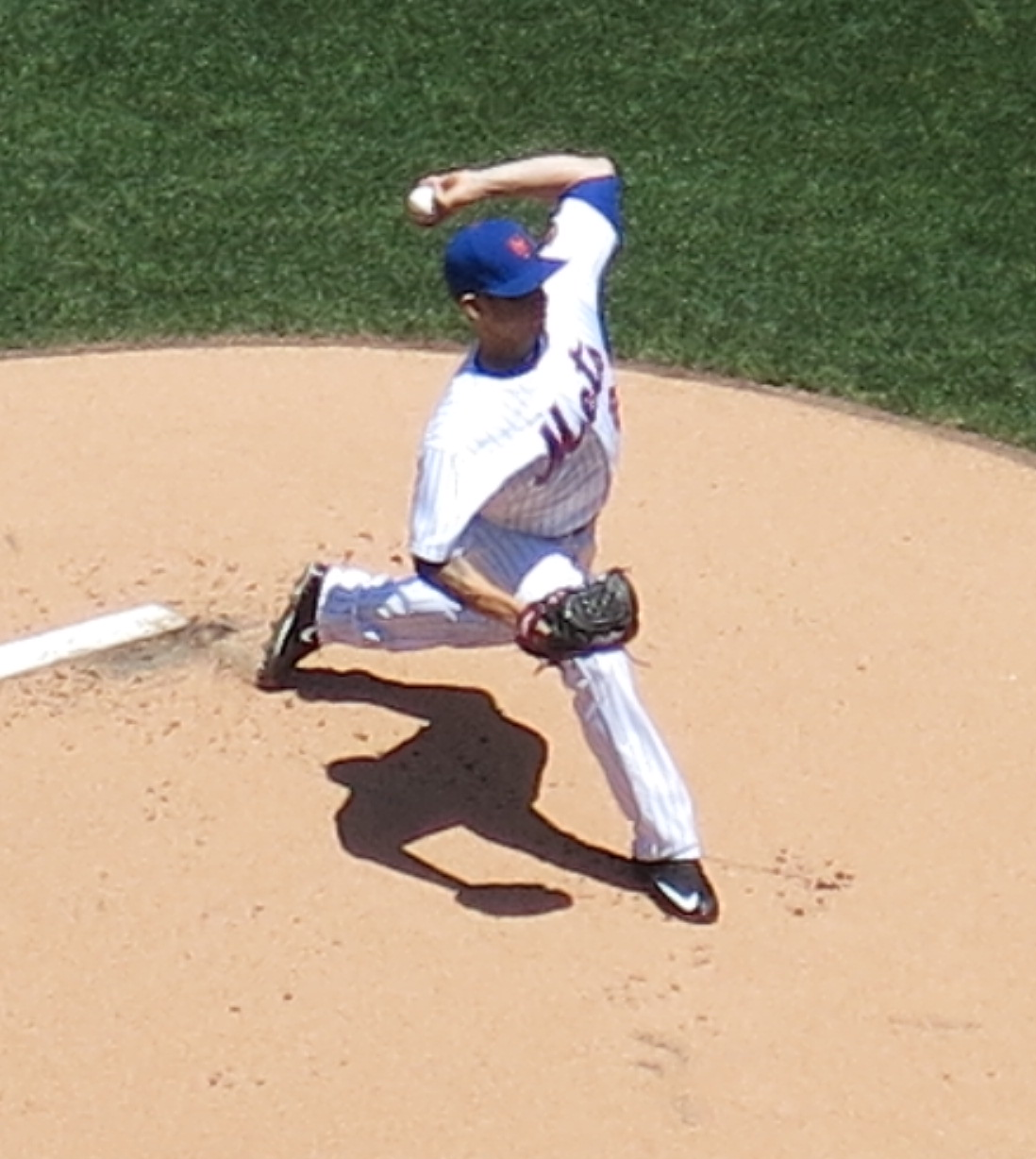
Milone con i New York Mets nel 2017

Il 31 luglio 2014 passa ai Minnesota Twins in cambio dell’esterno Sam Fuld. Gioca 5 gare, prima di chiudere in anticipo il campionato per un infortunio al collo. Dopo un 2015 positivo (record 9-5, PGL 3,92), nel 2016 vede peggiorare nettamente le sue prestazioni (record 3-5, PGL 5,12). A fine anno si rifiuta di tornare in triplo A e diventa free agent.

### Milwaukee Brewers (2017)
A dicembre 2016 firma con i Milwaukee Brewers per 1,25 milioni di dollari. La sua esperienza nel Wisconsin dura però lo spazio di un mese. Dopo 6 gare (3 da partente) giocate ad aprile 2017 con una media PGL di 6,43, il primo maggio viene tagliato per fare spazio nel roster a Rob Scahill.

### New York Mets (2017)
Il 7 maggio 2017, i New York Mets hanno prelevato Milone dalla lista trasferimenti dei Brewers, rimpiazzando nel roster l’infortunato Noah Syndergaard. Chiamato per dare profondità a un reparto colpito da numerosi problemi fisici, finisce però anche lui nella lista degli indisponibili dopo sole due partite, entrambe perse. Ritorna in squadra il 22 agosto, quando fa registrare la sua terza sconfitta in altrettante gare. Nel mese di settembre perde il ruolo di partente e viene impiegato nel bullpen. Chiude lo scampolo di stagione con i Mets facendo registrare statistiche deludenti: 0 vittorie e 3 sconfitte in 11 partite (5 da partente), con una media PGL di 8,56 e una media battuta avversari di 0,316 (per la prima stagione in carriera supera quota 0,300).

### Ritorno ai Nationals (2018)
Il 20 dicembre 2017, Milone ha firmato un contratto di minor league con i Nationals. A fine stagione 2018 è diventato free agent.

### Seattle Mariners (2019)
Il 6 dicembre 2018, Milone ha firmato un contratto di minor league con i Seattle Mariners. Al termine della stagione 2019 è tornato free agent.

### Baltimore Orioles e Atlanta Braves (2020)
Il 13 febbraio 2020, Milone ha firmato un contratto di minor league con i Baltimore Orioles.
Il 30 agosto 2020, gli Orioles scambiarono Milone con gli Atlanta Braves per due giocatori da nominare in seguito. Venne svincolato dalla franchigia il 30 settembre, prima dell'inizio delle Wild Card Series.

### Toronto Blue Jays e Cincinnati Reds (2021)
Il 25 febbraio 2021, Milone firmò un contratto di minor league con i Toronto Blue Jays, con invito allo spring training incluso. Il 2 maggio, dopo aver disputato 14,0 inning in sei partite, venne inserito nella lista degli infortunati per un problema alla spalla sinistra. Venne assegnato in minor league a fine giugno, disputando alcune partite. Il 10 agosto venne svincolato dalla franchigia.
Il 24 agosto 2021, firmò un contratto di minor league con i Cincinnati Reds. Venne svincolato l'11 ottobre, senza aver disputato alcuna partita nella MLB con la franchigia.

## Stile di gioco
Mancino, lancia prevalentemente una veloce a quattro cuciture (in media da 89 miglia orarie) e un cambio di velocità (82 mi/h). A questi lanci abbina un’insidiosa palla curva (75 mi/h), un sinker (88 mi/h) e più di rado un cutter (86 mi/h) e uno slider (77 mi/h). Compensa le velocità limitate con un buon controllo dei lanci: una qualità che ha messo in mostra soprattutto a inizio carriera, quando concedeva in media 2 basi su ball ogni 9 inning.

## Palmarès
- (1) Baseball America Triple-A All-Star (2011)
- (1) Mid-Season All-Star dell’International League (2011)
- (1) Mid-Season All-Star dell’Eastern League (2010)
- (1) MiLB.com Organization All-Star (2010)